# プリアムーリエ号火災事故
プリアムーリエ号火災事故（プリアムーリエごうかさいじこ）は、1988年（昭和63年）5月18日1時20分頃、日本の大阪港に寄港中のソビエト連邦の旅客船「プリアムーリエ号」（ru）から出火し、11人が死亡、35人が負傷した、船舶火災事故である。

## プリアムーリエ号訪日
プリアムーリエ号は、ソ連極東船舶公団に所属する全長122メートル、幅16メートル、4,870総トンの旅客船であった。1960年にドイツ民主共和国（東ドイツ）のロストックで建造され、国籍・船籍はソビエト連邦のウラジオストク港に登録されていた。船の階層と用途は下層から、ホールドデッキ（機械室）、サードデッキ（機械室）、セカンドデッキ（客室・船員室）、メインデッキ（客室・レストラン・調理室）、アッパーデッキ（客室・ミュージックサロン）、ボートデッキ（船員室・会議室）、キャプテンデッキ（操舵室・船長室）となっていた。
プリアムーリエ号は、1988年（昭和63年）5月7日に国際親善を目的としてウラジオストク港を出港し、小樽と東京を訪問した後、5月17日9時頃、大阪港中央突堤北岸壁に着岸した。この時点で乗員129名、乗客295名の合計424名を乗せていた。この後、広島、長崎、金沢を巡行する予定であった。

## 火災

### 経緯
1988年（昭和63年）5月18日未明1時20分頃、着岸中のプリアムーリエ号のセカンドデッキ左舷側にある346号室を出火元（火災後の推定）として火災が発生した。この部屋には当時2名が在室して就寝中で、煙で息苦しくなって目が覚め、室内舷窓付近で炎が上がっているのを確認した。毛布で叩き消す初期消火を試みたが失敗した。
初期消火に失敗した乗客は室外に脱出してアッパーデッキへ上がり、当直の乗員に火災を通報した。この乗員は下船して中央突堤2号上屋の倉庫用火災報知機を操作して発報するとともに、1号上屋2階で宿直していたガードマンに通報した。このガードマンが船の火災を確認して、水上警察署へ電話を入れ、さらに警察署から水上消防署へと通報された。また、船内の自動火災報知機のベルが鳴り、船内放送で346号室の火災を報じ、船内消火班の動員を指示した。
消防では1時52分頃に火災通報を受信して直ちに出動し、1時57分頃に先着の部隊が現場に到着した。この時点で船体全体が煙に包まれ、開口部からは火炎が噴出し、船全体が燃えている状態であった。消防隊到着時点で既に約120名が岸壁に避難しており、続けてメインデッキ船尾側からタラップで次々に乗員乗客が避難しているところであった。さらに、セカンドデッキの舷窓から数名が助けを求めていたため岸壁からはしごをかけて救助を実施した。岸壁と反対側の左舷側にも助けを求めている人がおり、消防艇で船に接舷して梯子から救助隊が船内に入り、約15名を避難誘導した。船首側の係留ロープを伝って避難するもの、セカンドデッキの舷窓を開けて海に飛び込んだものなどもいた。
当初は救急隊は1隊が出動していたが、現場の状況から増強され最終的に13隊が出動し、25か所の医療機関を確保して対応にあたった。応急救護所を現地に開設し、避難場所となった築港中学校にも医師を配置し、13隊で29名の傷病者を13か所の病院へと搬送した。これ以外に6名の負傷者を現場で処置した。
消防は、内部の複雑な通路や階段、細分化された区画といった船特有の問題に加え、猛烈な煙と熱気のために内部への進入が困難で、消火も実態把握も困難な状況であった。このためおもに船外やデッキから放水を行ったが、大量に放水すると船のバランスを崩して転覆沈没の恐れがあり、断続的に放水と排水を繰り返し、さらに比重の軽い泡による窒息消火も行った。こうした困難を極めた消火活動のため、鎮火までに17時間を要した。鎮火時刻は18時36分であった。
大阪市消防局の出動状況は、ポンプ車14台、救助車5台、救急車13台、化学車1台、救助支援車2台、原液搬送車2台、梯子車2台、照明車1台、救助機材車1台、補給車1台、方面隊車2台、その他5台の合計49台に加え、消防艇2隻、航空機1機となり、総人員366名であった。また海上保安庁から出動したのは消防船・巡視船艇計42隻、航空機5機、職員515名であった。またこの火災により大阪港内の交通が混乱したことから、大阪港長が港則法37条に基づき火災現場付近の海域の交通を禁止した。

### 被害
この火災での死亡者は11名（男性7名、女性4名）に上った。死者の発見場所はアッパーデッキ売店付近1名、メインデッキレストラン付近1名、セカンドデッキにおいて合計9名であった。死因はいずれも短時間での焼死であった。遺体は一定期間、築港高野山釈迦院に安置された。また負傷者は35名で、軽傷が23名、中等症が8名、重症が4名であった。
焼損面積はキャプテンデッキ約200平方メートル、ボートデッキ約245平方メートル、アッパーデッキ約865平方メートル、メインデッキ約140平方メートル、セカンドデッキ約145平方メートルの合計約1,595平方メートルとなった。延焼経路は主に階段、非常脱出口、送風ダクトであると推定された。

## 火災後の調査と教訓
船には全般に消火器と消火栓が装備されており、また機械室や燃料タンク室などには炭酸ガス消火設備や泡消火設備などが装備されていた。熱感知器も各所に取り付けられ、押ボタン式の火災報知器や船内一斉放送設備も備えられていた。熱を感知して閉鎖する防火扉や誘導灯なども装備されていた。消火設備はホースを繰り出して使用した形跡があったが、効果的な使用ではなかった。自動火災報知機は正しく作動しており、防火扉も閉鎖された場所では延焼防止の効果を発揮していたとされた。ただし、上層階への主な延焼経路となったA階段では、自動閉鎖式防火扉が設けられていて実際に作動していたものの、作動用温度ヒューズの取り付け位置の問題で作動が遅れたものとみられ、さらに障害物により完全閉鎖できなかったとされた。
火元とされた346号室付近の調査では、舷窓付近から出火したものと推定された。火種となりうるのは湯沸かし用投げ込みヒーターと喫煙関連器具であった。乗客の証言では、1時10分頃に自室に戻った際には特に異常がなくそのまま就寝したとされ、就寝前の何らかの行為で出火に結び付いた可能性があるとされたが、特定できなかった。ここから防炎処理されていなかったカーテンやベニヤ板製の間仕切壁などに燃え広がって急速に火災が拡大した。こうした設備類が易燃性であったことが火災拡大要因であったとされ、船内内装には防火性能を有する物品の使用が必要であるとされた。
プリアムーリエ号の乗員による消火活動は実施されていたようであったが、日本側当局への通報は遅く、国際VHF無線、汽笛、岸壁電話のいずれも使用されておらず、日本側が認知したのは火災発生から40分近く経っていた。初期消火の遅れと不備、通報の遅れは、この火災の被害が拡大した最大の原因であるとされた。

## 事後処理

### 関係者と船の帰還
関係者への事情聴取をおこなっていたが、出火原因を特定できない中、ソビエト連邦の客船コンスタンチン・チェルネンコ号が大阪港に来港し、5月22日にプリアムーリエ号の乗員乗客を乗せて帰国した。さらにプリアムーリエ号自体も、回航されてきた曳船イルビス号に曳航されて5月29日に帰国したため、原因を特定できないまま捜査は打ち切りとなった。

### 法的問題
プリアムーリエ号は、極東船舶公団（極東海運船舶公社）に所属する船であり、事故の当時は日本各地を巡る観光周遊航海に従事していた。この公団は、ソ連海洋船舶省の所管で、貨物・旅客・郵便物等の運送に用いられる船舶の運航管理をしていた。この当時のソ連では、10総トン以上の船舶については国または協同組織でしか船舶保有を認めておらず、プリアムーリエ号も国有または国に準じた組織の所有という扱いになっていた。
海洋法に関する国際連合条約（国連海洋法条約）の発効は1994年であり、火災事故当時に海洋を規律していたのは領海及び接続水域に関する条約（領海条約）と公海に関する条約（公海条約）であった。こうした条約では、政府の非商業的役務にのみ使用される船舶は、公船として外国の管轄権から免除していた。しかし、商業的目的のために運航される政府船舶については免除されず、商用船舶と同じに扱われることも規定していた。ところが、ソビエト連邦を含む社会主義国は当時、政府の船舶は商業目的に使用されていても絶対に外国の管轄を免除されるという絶対免除主義を採っており、ソビエト連邦が公海条約に署名する際には、この立場に抵触する条文について留保していた。このため、日本側の立場ではこの事件に関して捜査の管轄権があるとしていたが、ソ連側は管轄権がソ連にあることを主張して問題となった。
ソ連総領事との話し合いの結果、現場の岸壁にテントを設置してそこで乗客乗員の取り調べをソ連領事館員の立ち会いを置いて実施すること、船内の調査についてはソ連側責任者の立ち会いを置いて燃えた部分についてのみ15名以内で8時から17時までの間に実施すること、物品を持ち出しても良いが原状復帰すること、という要件で日本側の捜査が行われることになった。これに基づき計34名について取り調べを行ったが、出火原因を特定できるような供述は得られなかった。関係者の出国を日本側の捜査権に基づいて差し止めることも、日本の法律上は可能であったが、一通りの捜査が終了したこと、乗客らは被害者でもあり早期の帰国が望まれたこと、そして当時のミハイル・ゴルバチョフ書記長の訪日問題への影響を懸念したことなどから、捜査が困難となって実質的に裁判権を放棄することになる船体と関係者の出国を容認する判断がくだされた。
その後9月になり、外務省を通じてソ連側捜査当局から、日本側の作成した調書などの捜査資料を求める口上書が日本の捜査当局に送られてきた。これに対し、ソ連側の調書や処分結果の提供を受けることを条件としてこの要請に応じて、10月に捜査書類をソ連側に送付した。これは国際刑事警察機構 (ICPO) に当時加盟していなかったソ連との間で捜査共助が実現した初めての例であった。これに基づきソ連側から提供された処分結果は以下の通りであった。1989年（平成元年）3月23日のソ連最高裁判所刑事事件に関する裁判幹事会の判決として、本件の火災は346号室の乗客であったAの過失により発生したものとされた。そしてソ連刑法第99条にあたるとして、賃金の15パーセントの国庫への徴収と、職場における強制労働2年間の刑がくだされた。

### 慰霊
火災事故から3年後の1991年（平成3年）に、遺族が制作した、大理石の上に苦しそうな表情の女性が横たわるブロンズ像が大阪市に送られてきて、事故現場に近い釈迦院が預かった。この年の5月の命日に遺族も訪問して、除幕式が行われた。傷みが進んだため、ロシア政府を通じて遺族の許可を得て2011年（平成23年）に大阪市が像を撤去し、代わりに像のパネルを飾った石碑を製作して、大阪港の火災事故地点を望む地点に設置した。